# إليوت موري
إليوت موري (16 مارس 1997 بليستر في المملكة المتحدة - ) (بالإنجليزية: Elliott Moore)‏ هو لاعب كرة قدم بريطاني في مركز الدفاع. لعب مع ليستر سيتي.

## روابط خارجية
- إليوت موري على موقع قاعدة بيانات كرة القدم.إي يو (الإنجليزية)
- إليوت موري على موقع Soccerway.com (الإنجليزية)